# Terrorangriff auf die Pathankot Air Force Station 2016
Der Terrorangriff auf die Pathankot Air Force Station 2016 ereignete sich am 2. Januar 2016 im Rahmen des Kaschmir-Konfliktes. Fünf Kämpfer der islamistischen Jaish-e Mohammed attackierten den Luftwaffenstützpunkt von Pathankot im Bundesstaat Punjab nahe der Grenze zu Pakistan. Daraufhin entbrannte ein 13-stündiges Feuergefecht, bei dem alle Angreifer und sieben Verteidiger, darunter ein Zivilist, ums Leben kamen.

## Ort des Geschehens
Die Pathankot Air Force Base liegt etwa 430 Kilometer nördlich der indischen Hauptstadt Delhi und dient unter anderem der Überwachung einer Straße, die den von Indien verwalteten Teil Kaschmirs mit dem Rest des Landes verbindet.

## Historische Einordnung
Seit 1947 schwelt hier der Kaschmir-Konflikt zwischen Pakistan und Indien, nachdem muslimische Freischärler versucht hatten, Kaschmirs Anbindung an Pakistan zu erzwingen.
Der Angriff auf die Pathankot Air Force Station ereignete sich wenige Tage, nachdem die Ministerpräsidenten Indiens und Pakistans, Narendra Modi und Nawaz Sharif, in Lahore Verhandlungen über die beiderseitigen Beziehungen geführt hatten.

## Ablauf
In Uniformen der indischen Armee gekleidet, fuhren die mit Sturmgewehren bewaffneten Täter am 2. Januar 2016 um 3.30 Uhr (22.00 Uhr GMT) mit einem entwendeten Polizeifahrzeug zur Basis und suchten unmittelbar deren Wohnräume auf. Allerdings waren diese menschenleer.
Im weiteren Verlauf begannen die Soldaten der Basis, sich der Angreifer zu erwehren, indem sie das Feuer eröffneten. In den nächsten Tagen waren nach Medienberichten sowohl Schüsse zu hören als auch Hubschrauber über der Basis im Gefecht zu sehen.
Unter dem Namen Operation Dhangu begann die indische Armee, weitere Truppen zur Basis zu verlegen, die die Angreifer schließlich einkesseln und vernichten konnten.